# Cơn sốt vàng Klondike
Cơn sốt vàng Klondike là đợt di chuyển của khoảng 100.000 người đào vàng đến khu vực Klondike của Yukon ở tây bắc Canada giữa năm 1896 và năm 1899. Vàng đã được các thợ mỏ địa phương khám phá ra vào ngày 16 tháng 8 năm 1896 và khi tin tức đến Seattle và San Francisco vào năm sau, nó đã gây ra một sự trỗi dậy của các nhà khai thác. Một số trở nên giàu có, nhưng phần lớn đã không tìm kiếm được gì. Cơn sốt vàng này đã được lưu lại trong các bức ảnh, sách, phim, và hiện vật.
Để đến được các mỏ vàng, hầu hết đã đi tuyến qua các cảng Dyea và Skagway ở Đông Nam Alaska. Ở đây, những người đi tìm vàng Klondiker đã có thể đi theo đường Chilkoot hoặc đèo White tới sông Yukon và đi thuyền đến Klondike. Mỗi người trong số họ được chính quyền Canada yêu cầu phải mang theo thực phẩm cho một năm nhằm ngăn chặn nạn đói. Tính tổng cộng, đồ đạc mỗi người mang theo nặng gần một tấn, mà phần lớn phải được chính họ mang theo trong nhiều giai đoạn. Cùng với địa hình núi non và khí hậu lạnh, điều này có nghĩa là những người kiên trì đã không đến cho đến mùa hè năm 1898. Một khi đó, họ đã tìm thấy rất ít cơ hội, và nhiều người đã vỡ mộng.
Khai thác mỏ đã gặp nhiều thách thức vì quặng được phân bố không đồng đều và việc đào bới đã bị làm chậm do băng giá vĩnh cửu. Kết quả là, một số thợ mỏ đã chọn mua và bán các khu đất đã chiếm giữ, bỏ ra những khoản đầu tư khổng lồ và để cho những người khác khai thác. Để đáp ứng chỗ ở cho những người tìm kiếm, nhiều thị trấn đã mọc lên dọc theo các tuyến đường và điểm cuối tuyến là thành phố Dawson được thành lập tại ngã ba sông Klondike và sông Yukon. Từ 500 người vào năm 1896, thị trấn đã có khoảng 30.000 người vào mùa hè năm 1898. Được xây dựng bằng gỗ, bị cô lập và không vệ sinh, Dawson bị cháy, giá cao và dịch bệnh. Mặc dù vậy, những người tìm kiếm giàu có nhất đã bỏ ra vô số cờ bạc và uống rượu trong các quán bar. Mặt khác người dân Hän bản địa đã chịu ảnh hưởng xấu của cơn sốt đào vàng, bị đưa vào khu bảo tồn để nhường chỗ cho máy nghiền quặng, và nhiều người chết.
Từ năm 1898, các tờ báo trước kia đã khuyến khích rất nhiều người đến Klondike tìm vàng, lại hoàn toàn mất hứng thú với nó. Mùa hè năm 1899, vàng đã được phát hiện xung quanh Nome ở phía tây Alaska, và nhiều người tìm kiếm đã bỏ Klondike để chạy đến những mỏ vàng mới, đánh dấu sự kết thúc của cơn sốt vàng tại đây. Các thị trấn bùng nổ giảm và dân số của thành phố Dawson giảm nhanh chóng. Hoạt động khai thác vàng kéo dài đến năm 1903 khi sản lượng đạt đỉnh điểm sau khi thiết bị nặng hơn được đưa vào. Kể từ đó, các mỏ vàng Klondike đã được khai thác nhưng không định kỳ, và ngày nay di sản này thu hút du khách đến khu vực và góp phần vào sự thịnh vượng của nó.

## Bối cảnh

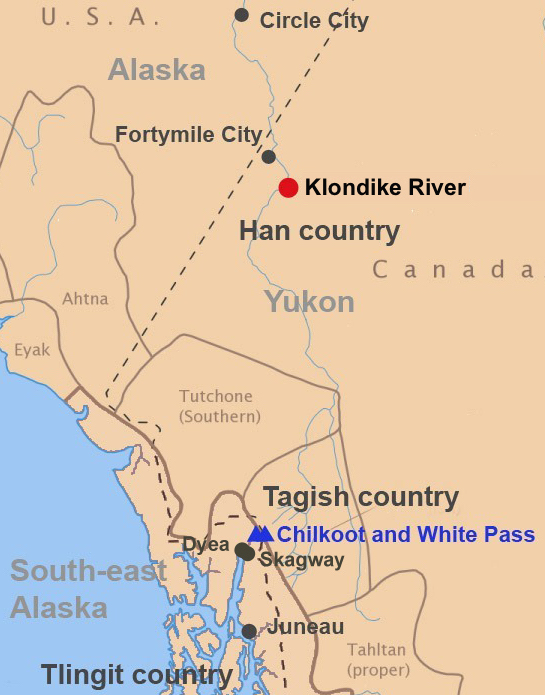
Yukon vào thời điểm phát hiện.

Những người dân bản xứ ở khu vực tây bắc nước Mỹ đã buôn quặng vàng trước khi người châu Âu tiến đến châu Mỹ. Hầu hết các bộ lạc đều biết rằng vàng tồn tại trong khu vực nhưng kim loại này không được họ đánh giá cao. Người Nga và Công ty Vịnh Hudson đã khám phá Yukon vào nửa đầu thế kỷ 19, nhưng bỏ qua những tin đồn về vàng và ưu tiên cho công việc buôn bán lông thú, đem lại nhiều lợi nhuận trước mắt hơn.
Trong nửa sau của thế kỷ 19, những người đi tìm vàng Hoa Kỳ bắt đầu mở rộng diện tích tìm kiếm trong khu vực. Giao dịch với các bộ tộc bản địa Tlingit và Tagish, những người đi tìm vàng đầu tiên đã mở các tuyến đường quan trọng Chilkoot và đèo White, và đến thung lũng Yukon từ năm 1870 đến năm 1890. Ở đây, họ gặp người Hän, thợ săn bán du mục và ngư dân sống dọc sông Yukon và sông Klondike. Người Hän dường như không biết về quy mô các quặng vàng trong khu vực. 
Năm 1883, Ed Schieffelin thấy các mỏ vàng dọc theo sông Yukon, và một cuộc thám hiểm đến tận sông Fortymile năm 1886 đã phát hiện ra một lượng vàng đáng kể và thành lập Thành phố Fortymile. Cùng năm đó vàng đã được tìm thấy bên bờ sông Klondike, nhưng với số lượng nhỏ và không có tuyên bố nào được đưa ra. Vào cuối những năm 1880, hàng trăm thợ mỏ đã đi dọc theo thung lũng Yukon, sống trong các trại khai thác nhỏ và kinh doanh với người Hän. Ở phía Alaskan của đường biên Circle City, một túp nhà làm bằng cây gỗ ghép được thiết lập năm 1893 bên sông Yukon. Trong ba năm, nó đã trở thành "Paris của Alaska", với 1.200 cư dân, saloons, nhà hát opera, trường học, và thư viện. Năm 1896, nó đã nổi tiếng đến nỗi một phóng viên từ Chicago của báo Daily Record đã đến thăm. Vào cuối năm, nó đã trở thành một thị trấn ma, khi các mỏ vàng lớn được tìm thấy thượng nguồn trên Klondike.

## Phát hiện (1896)

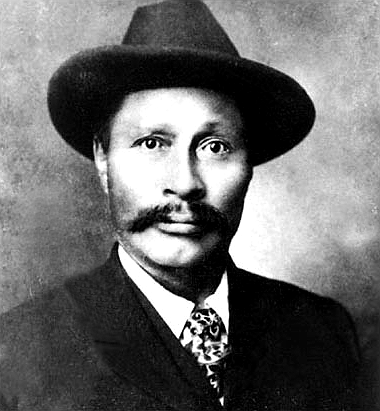
Skookum Jim, Skookum Jim, một trong những người phát hiện, 1898

Vào ngày 16 tháng 8 năm 1896, một người Mỹ tên là George Carmack, người vợ Tagish, Kate Carmack (Shaaw Tláa), anh trai Skookum Jim (Keish), và cháu trai Dawson Charlie (K̲áa Goox̱) đang đi phía nam sông Klondike. Theo một gợi ý từ Robert Henderson, một người tìm vàng Canada, họ bắt đầu tìm kiếm vàng trên rạch Bonanza, lúc đó có tên gọi là rạch Rabbit, một trong những chi lưu của Klondike. Không rõ ai phát hiện ra vàng: George Carmack hay Skookum Jim, nhưng nhóm này đã đồng ý cho George Carmack dường như đã là người phát hiện chính thức vì họ sợ rằng các nhà chức trách mỏ sẽ miễn cưỡng nhận ra yêu sách của người Mỹ bản địa.
Trong mọi trường hợp, vàng đều hiện diện dọc theo sông với số lượng lớn. Carmack đã vạch ra bốn khu tuyên bố quyền khai thác, dải đất mà sau này có thể được khai thác hợp pháp bởi chủ sở hữu, dọc theo sông; Bao gồm hai khu vực cho chính mình-một khu là khu vực tuyên bố quyền khai thác bình thường, khu thứ nhì là một phần thưởng cho việc đã phát hiện ra vàng - và một cho Jim và Charlie. Các khu vực tuyên bố quyền khai thác đã được đăng ký vào ngày hôm sau tại đồn cảnh sát ở cửa sông Fortymile, và tin tức lan truyền nhanh chóng từ đó tới các trại khai thác khác ở thung lũng sông Ubon.
Vào cuối tháng 8, toàn bộ khu vực Bonanza đã được các thợ mỏ khai thác tuyên bố quyền khai thác. Một người tìm vàng sau đó tiến lên một trong những con lạch đổ vào Bonanza, sau này được đặt tên là rạch Eldorado. Ông đã phát hiện ra những nguồn vàng mới ở đó, và tỏ ra có nhiều vàng hơn các mỏ ở Bonanza. Các khu vực tuyên bố quyền khai thác bắt đầu được bán giữa các thợ mỏ và các nhà đầu cơ với số tiền đáng kể. Ngay trước lễ Giáng sinh, tin tức về mỏ vàng đã lan tới Thành phố Circle. Mặc dù đang mùa đông, nhiều người tìm kiếm ngay lập tức rời bỏ Yukon bằng xe kéo bằng chó, mong muốn đến được khu vực, trước khi mua được các khu được xác định quyền khai thác tốt nhất. Thế giới bên ngoài vẫn không biết gì tin tức gì nhiều, và mặc dù các quan chức Canada đã cố gắng gửi thông điệp cho cấp trên của họ tại Ottawa về những phát hiện và sự bùng nổ của các nhà thăm dò, chính phủ đã không chú ý nhiều đến việc này. Mùa đông ngăn cản việc đi lại trên sông, và cho đến tháng 6 năm 1897, những chiếc thuyền đầu tiên rời khỏi khu vực, mang vàng tươi và câu chuyện đầy đủ về những khám phá này.